# Victoria Vélez
Victoria Vélez (Argentina) es una futbolista argentina de Fútbol Sala que juega desde 2019 en el Club Ferrocarril Oeste, siendo parte de la Selección femenina de fútbol sala de Argentina.

## Inicios
Los primeros comienzos de Victoria Vélez fueron a los 8 años de edad para el Club Atlético River Plate, pasando por el club por la cuarta y tercera división para luego dar un salto a la primera división de River. Hasta que recibió el llamado de Club Ferro Carril Oeste.

## Trayectoria profesional
Desembarcada en la "Locomotora del Oeste" Victoria Vélez decide jugar tanto en Fútbol 11 como en Futsal, por problemas de tiempo ya que se cruzaban los horarios de entrenamiento, decide darle prioridad al Futsal sobre las canchas de 11.
En un poco más de un año jugando para Ferro, Victoria Vélez se consagró dos veces campeona de la Copa Argentina de Futsal Femenino.
En el 2019 la jugadora es convocada por Nicolás Noriega para ser parte de la Selección Argentina de Futsal Femenina.
El 21 de noviembre de 2019 se dio a conocer la convocatoria de las 14 jugadoras para la Copa América Femenina de Futsal que se llevó a cabo en la ciudad de Asunción en Paraguay, entre ellas fue seleccionada Victoria Vélez para formar parte de la albiceleste.
En dicho certamen la jugadora llegaría a la final frente a Brasil, el partido finalizó con la consagración del seleccionado brasileño.
En la edición de la Copa Argentina de Futsal Femenino de 2019 Ferro Carril Oeste se consagra campeón frente al Club Atlético San Lorenzo de Almagro venciendo al equipo azulgrana por cinco (5) tantos a dos (2) en donde Victoria Vélez convertiría el tercer tanto para su equipo.
Luego el 7 de marzo del 2020 Victoria Vélez se haría de su segunda copa, ganando la Supercopa Femenina 2020, remontando un encuentro que llevó a la definición por penales frente al Racing Club de Avellaneda. La jugadora anotaría uno de los tantos en la serie de penales desde los 6 metros.

## Clubes
| Club                      | País      | Provincia    | Año           |
| Club Atlético River Plate | Argentina | Buenos Aires | Hasta 2018    |
| Club Ferro Carril Oeste   | Argentina | Buenos Aires | 2019-presente |
| ------------------------- | --------- | ------------ | ------------- |

## Palmarés
| Título                            | Equipo                  | Lugar     | Año  |
| --------------------------------- | ----------------------- | --------- | ---- |
| Copa Argentina de Futsal Femenino | Club Ferro Carril Oeste | Argentina | 2019 |
| Supercopa Femenina 2020           | Club Ferro Carril Oeste | Argentina | 2020 |
| Copa América 2023                 | Argentina               | Argentina | 2023 |